# Arquivo dos Açores
O Arquivo dos Açores (na grafia original Archivo dos Açores) é uma obra originalmente em quinze volumes, publicada em Ponta Delgada (Açores), de Maio de 1878 a 1959.
É composta por uma vasta colectânea de documentos e estudos relativos à história dos Açores, reunidos e editados por inciativa de Ernesto do Canto (1831-1900). A publicação, que apareceu em volumes organizados sob a forma de um periódico, é hoje uma obra de referência na historiografia açoriana. Neles se reúnem, ainda que de forma avulsa, os documentos mais importantes sobre os Açores, recolhidos nos arquivos açorianos, na Torre do Tombo e noutros arquivos.
Em torno do projecto de Ernesto do Canto congregaram-se diversos intelectuais e investigadores da época, incluindo nomes ilustres da cultura açoriana como Jacinto Inácio de Brito Rebelo (1830-1920), José Joaquim de Sena Freitas (1840-1913), José de Arriaga (1848-1921), Francisco Afonso de Chaves (1857-1926) e Manuel Monteiro Velho Arruda (1873-1950), entre outros.
Ernesto do Canto subvencionou pessoalmente a edição dos dez primeiros volumes, sendo os restantes da responsabilidade de Afonso Chaves e de J. B. Oliveira Rodrigues.
A obra foi reeditada por iniciativa da Universidade dos Açores. De 1980 a 1986 voltou a público a primeira série, composta por quinze volumes, numa versão fac-similada da edição das edições do século XIX. Atualmente, o projeto foi recuperado pela Universidade dos Açores, através de seu Departamento de História, Filosofia e Ciências Sociais, numa segunda série que conta com quatro volumes, publicados em 1999, 2001, 2005 e 2008.